# بال إنجل
بال إنجل (بالمجرية: Engel Pál)‏ هو مؤرخ مجري، ولد في 27 فبراير 1938 في بودابست في المجر، وتوفي بنفس المكان في 21 أغسطس 2001.